# Stefan Schwarzer
Stefan Schwarzer (* 1981 in Vechta) ist ein deutscher Chemiker, Chemiedidaktiker und Hochschullehrer. Er ist Professor für Chemiedidaktik und forscht zur Entwicklung von Experimenten aus dem Themenbereich „Moderne Materialien“ mit Bezug zur Nachhaltigkeit für Lernorte wie Schulen und Schülerlabore.

## Werdegang
Schwarzer studierte ab 2002 Chemie an der Carl von Ossietzky-Universität in Oldenburg und schloss 2007 mit dem Diplom ab. Von 2007 bis 2010 arbeitete er im Arbeitskreis von Mathias Wickleder an seiner Dissertation und promovierte 2010 in der Anorganischen Chemie über neuartige Sulfate der Platin- und Seltenerdmetalle. Zwischenzeitlich famulierte er an der Monash University, Melbourne, Australien.
Im Jahr 2010 trat er als Postdoktorand in das IPN Kiel, Abteilung Chemiedidaktik unter der Leitung von Ilka Parchmann ein. Er absolvierte 2013 einen Forschungsaufenthalt am Department of Education in Science and Technology des Israel Institute of Technology. Von 2014 bis 2017 war er als Lehrkraft für Chemie an zwei Kieler Schulen tätig. 2016 erhielt er einen Ruf auf eine W1-Professur für Lehr- und Lernforschung am Schülerlabor Chemie an die Technische Universität Braunschweig, den er ablehnte. Schwarzer wurde 2016 Nachwuchsgruppenleiter „Fachdidaktische Wirkungsforschung an Schülerlaboren“ im Kiel Science Outreach Campus (KiSOC).
Von 2016 bis 2017 nahm er eine Vertretungsprofessur für Didaktik der Chemie an der Ludwig-Maximilians-Universität München wahr. Im Jahr 2017 wurde er Professor für Didaktik der Chemie an der Ludwig-Maximilians-Universität München. 2019 erhielt er einen Ruf auf eine W3-Professur für Didaktik der Chemie an der Eberhard Karls Universität in Tübingen, den er 2020 annahm. Seitdem ist er an der Universität Tübingen tätig.

## Forschungsgebiete
- Entwicklung von theoretischen und experimentellen Chemieaufgaben aus dem Bereich der Naturwissenschaft[3]
- Vermittlung eines authentischen Bildes von (Nano)Forschung im schulischen und außerschulischen Bereich unter Einsatz verschiedener Medien
- Wirksamkeit von außerschulischen Lerngelegenheiten, z. B. Schülerlabore

## Preise und Auszeichnungen
- 2020: LeLa-Preis „Experiment des Jahres“, 1. Platz, 5.000 € Preisgeld gestiftet vom BMBF[5]
- 2017: Posterpreis der Nachwuchstagung „Erforschung und Evaluation von Schülerlaboren“[1]
- 2016: Posterpreis der Gesellschaft für Didaktik der Chemie und Physik (GDCP)
- 2013: Posterpreis der GDCP
- 2013: DAAD Kongressreisenstipendium
- 2009: Promotionsstipendium, Heinz Neumüller Stiftung

## Schlüsselpublikationen
- mit Dominik Diekemper, Wolfgang Schnick: Microwave Synthesis of a Prominent LED Phosphor for School Students: Chemistry’s Contribution to Sustainable Lighting. In: Journal of Chemical Education. Band 96, Nr. 12, 10. Dezember 2019, ISSN 0021-9584, S. 3018–3024, doi:10.1021/acs.jchemed.9b00464.
- mit P. Liedtke, R. Adelung: St. Pauli und das Phänomen der Wasserstrahlreflexion - Natürliche, nano- und mikrostrukturierte Oberflächen mit Lotos-Effekt inspirieren zur Untersuchung neuer Materialien. In: Naturwissenschaften im Unterricht: Chemie. Band 27, Nr. 152, 2016, S. 34–38.
- Gefahrstoffe im Blick. In: mit Sabine Venke, Klaus Ruppersberg, Wolfgang Proske (Hrsg.): Unterricht Chemie Nr. Band 2016, Nr. 156, 2016.
- mit Timm Wilke, Ramzy Abdelaziz, Mady Elbahri: Wenn ein Wassertropfen zum schwebenden Nano-Reaktor wird. Einsatz eines Leidenfrost-Tropfens zur Darstellung und Untersuchung von Nanopartikeln. In: Praxis der Naturwissenschaften - Chemie in der Schule. Band 64, Nr. 4, 2015, S. 23–27.
- mit Sevil Akaygun, Berra Sagun-Gokoz, Sünne Anderson, Ron Blonder: Using Atomic Force Microscopy in Out-of-School Settings—Two Case Studies Investigating the Knowledge and Understanding of High School Students. In: Journal of Nano Education. Band 7, Nr. 1, 1. Juni 2015, S. 10–27, doi:10.1166/jne.2015.1079.